# Achille Costa

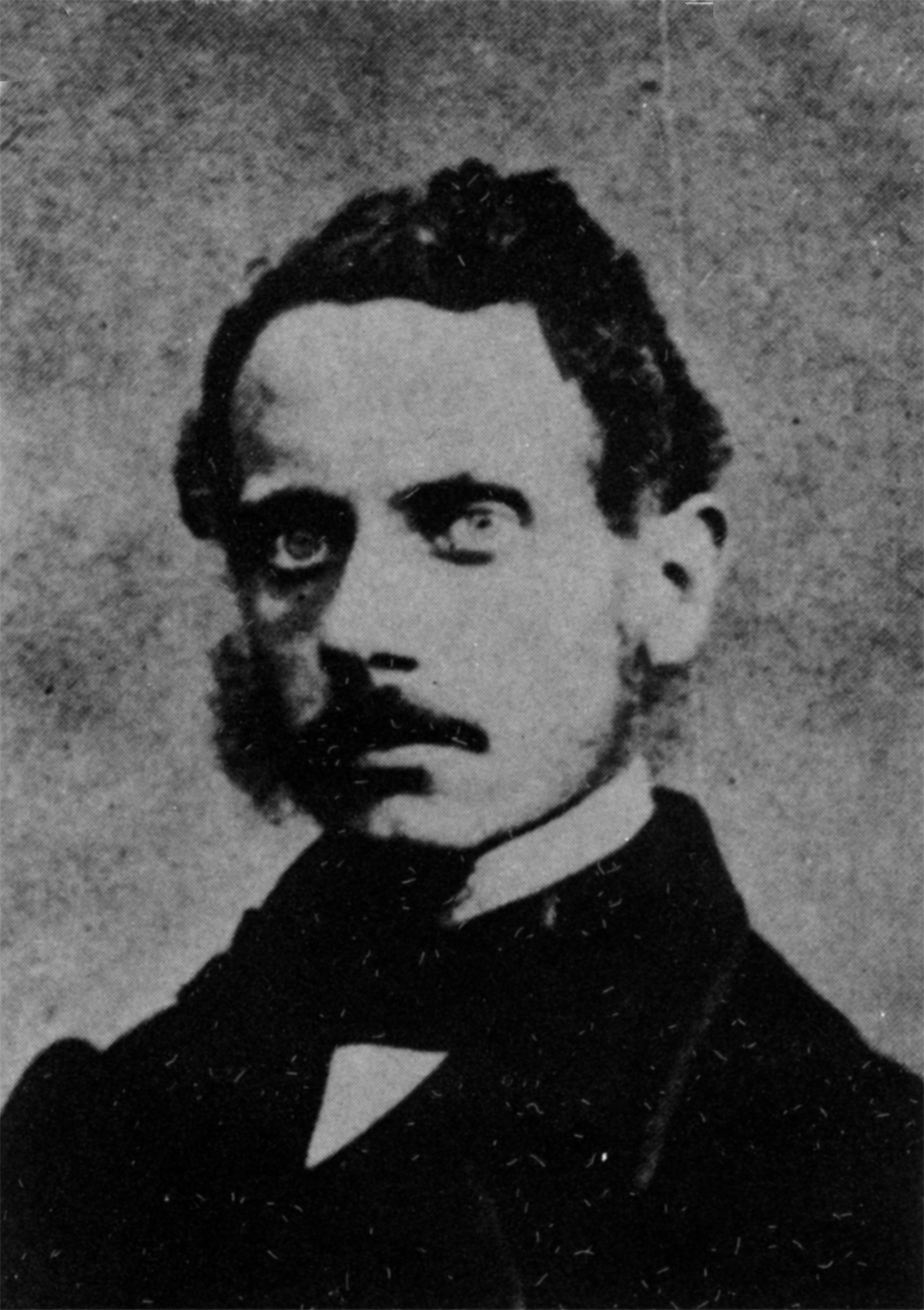
Achille Costa

Achille Costa (ur. 10 sierpnia 1823 w Lecce, zm. 17 listopada 1898 w Rzymie) – włoski entomolog.
Był synem zoologa Oronzio Gabriele Costy (1787–1867). W latach 1848–1849 był asystentem swojego ojca w Katedrze Zoologii na Uniwersytecie w Neapolu.
26 lutego 1852 roku ukończył studia medyczne na tymże uniwersytecie. 29 października 1860 roku został profesorem zoologii. Od 1850 roku publikował liczne rozprawy dotyczące fauny regionu Neapolu.